# Morgenland festival
 (octobre 2012).
Si vous disposez d'ouvrages ou d'articles de référence ou si vous connaissez des sites web de qualité traitant du thème abordé ici, merci de compléter l'article en donnant les références utiles à sa vérifiabilité et en les liant à la section « Notes et références ».

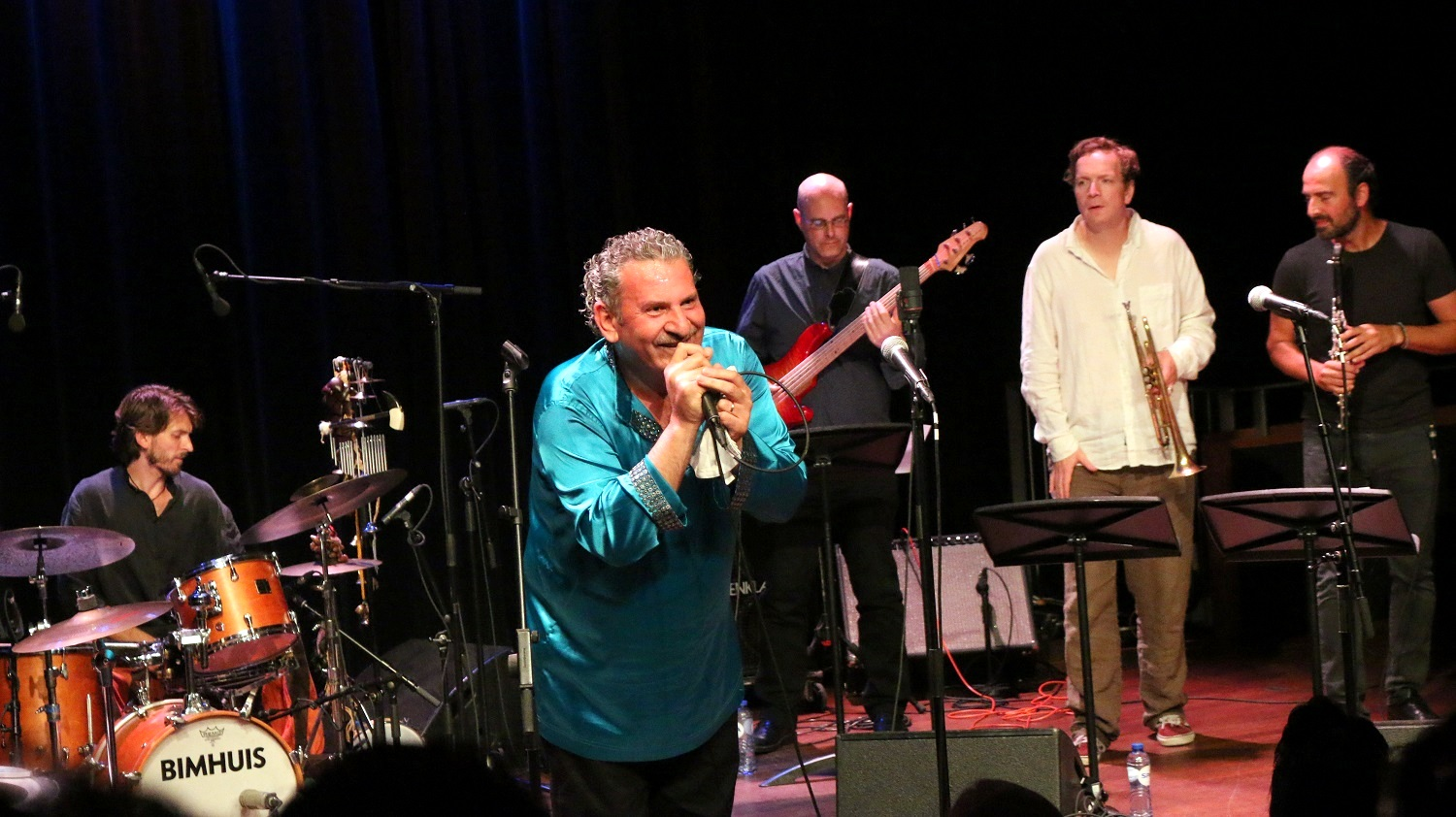
Ibrahim Keiva au festival Morgenland en 2015

Depuis 2005, la ville d'Osnabrück accueille chaque année le festival Morgenland du 20 au 23 août.
Le Morgenland Festival a pour but de promouvoir la musique du Moyen Orient.
Il propose toute sorte de musique, classique, traditionnelle, avant-gardiste ou même Hip-hop.
Avec la participation de l'orchestre symphonique de Téhéran et de celui d'Osnabrück, le Morgenland Festival a acquis une certaine notoriété. Il a été cité dans certains grands médias tels que le New-York Times, le Hindu Post ou encore l'Australian News.
Le Morgenland aspire à faire connaitre la culture orientale.